# Court and Spark
Court and Spark er Joni Mitchells sjette album fra 1974 og hendes kommercielt mest succesfulde album, der nåede 2.-pladsen på Billboard-listen. Sangen "Help Me" fra albummet er endvidere det eneste, der har nået i top-ti med en 7.-plads som bedste placering.

## Sange
Side 1:
1. "Court and Spark" (2:46)
2. "Help Me" (3:22)
3. "Free Man in Paris" (3:02)
4. "People's Parties" (2:15)
5. "Same Situation" (2:57)

Side 2:
1. "Car on a Hill" (3:02)
2. "Down to You" (5:38)
3. "Just Like this Rain" (4:24)
4. "Raised on Robbery" (3:06)
5. "Trouble Child" (4:00)
6. "Twisted" (2:21)

Alle sange skrevet af Joni Mitcell, bortset fra "Twisted", der stammer fra jazztrioen Lambert, Hendricks & Ross, skrevet af Annie Ross og Wardell Gray.

## Musikere
På albummet spiller Joni Mitchell selv akustisk guitar, piano og clavinet samt synger (også kor). Som studiemusikere medvirker Wilton Felder (el-bas), John Guerin (trommer), Larry Carlton (el-guitar), Chuck Findley (trompet), Milt Holland (klokkespil) og Tom Scott (træblæsere). 
Desuden medvirker en række kendte musikere i enkelte numre, enten som kor eller på instrument. Det drejer sig blandt andet om Robbie Robertson fra The Band (el-guitar på "Raised on Robbery"), Jose Feliciano (el-guitar på "Free Man in Paris"), David Crosby og Graham Nash (kor på "Free Man in Paris") og Cheech & Chong (stemmer på "Twisted").

## Cover
Med dette album vender Joni Mitchell tilbage til at lave coveret selv, som hun gjorde på de første album. Der er tale om et lille maleri midt på det originale LP-cover forestillende et bjerglandskab med et bjerg i forgrunden, der har menneskelige træk. Coveret er primært orange/sandfarvet, og selve billedet er holdt i matchende farver med lidt blå/grønne farver som variation. 
Albummets titel og Mitchells navn er trukket frem i relief henholdsvis over og under det centrale billede.

## Andre kunstneres fortolkninger
Nogle af albummets sange er efterfølgende indspillet af andre kunstnere, heriblandt hittet "Help Me", der blandt andet er fortolket af Mandy Moore og k.d. lang, mens "Free Man in Paris" blandt andet er indspillet af Neil Diamond.